# Armstrong Whitworth F.K.10
L'Armstrong Whitworth F.K.10 est un avion biplace de chasse britannique de la Première Guerre mondiale. C'est aussi un des rares avions quadriplans à avoir été commandé en série.
Version de série du F.K.9, ce chasseur quadriplan biplace était contemporain des Pemberton-Billing P.B.29E, Supermarine Nighthawk (en) et Wight Quadriplane, répondant à la même formule. Outre l’ajout d’un plan supplémentaire, le F.K.10 se distinguait du F.K.9 par un moteur de 130 ch Clerget 9B ou Le Rhône 9J, un fuselage plus profond et un empennage redessiné. 
50 exemplaires furent commandés pour les besoins du Royal Flying Corps et du Royal Naval Air Service, le prototype prenant l’air début 1917, mais rapidement cet avion se révéla très inférieur au Sopwith 1½ Strutter, chasseur biplace qui était déjà en service. La commande fut donc annulée après livraison par Angus Sanderson & Co de 5 exemplaires au RFC, le RNAS prenant en compte le prototype et 2 appareils de série construits par Phoenix Dynamo Manufacturing Co. Le F.K.10 ne fut donc jamais utilisé sur le front.